# Arès
 Arès  es una comuna y población de Francia, en la región de Nueva Aquitania, departamento de Gironda, en el distrito de Arcachón y cantón de Audenge.
Está integrada en la Communauté de communes du bassin d'Arcachon Nord Atlantique.

## Demografía
Su población en el censo de 1999 era de 4.680 habitantes. Forma con Lège-Cap-Ferret una aglomeración urbana de 10.987 habitantes. Aunque la aglomeración recibe el nombre de Arès, ésta es en realidad la menos poblada de ambas comunas.
| 2,031 | 2,336 | 2,385 | 2,741 | 2,656 | 3,051 | 3,911 | 4,680 |
| Para los censos de 1962 a 1999 la población legal corresponde a la población sin duplicidades (Fuente: INSEE [Consultar]) |       |       |       |       |       |       |       |